# Liste der uruguayischen Botschafter in Peru
Die Liste der Botschafter Uruguays in Peru stellt einen Überblick über die Leiter der uruguayischen diplomatischen Vertretung in Peru seit dem 30. August 1912 bis heute dar.
| Name                         | Besonderheiten | Ernennung         | Amtsende          |
| ---------------------------- | -------------- | ----------------- | ----------------- |
| Juan Carlos Blanco Sienra    |                | 30. August 1912   |                   |
| Rafael Fosalba               |                | 30. August 1920   |                   |
| Pedro Erasmo Callorda        |                | 10. Juni 1931     |                   |
| Virgilio Sampognaro          |                | 25. Juni 1931     | 27. Februar 1934  |
| Enrique Buero                |                | 14. Mai 1942      |                   |
| Enrique Buero                |                | 19. Juli 1944     |                   |
| Alvaro Vázquez               |                | 22. Januar 1947   |                   |
| Eugenio Martínez Thedy       |                | 5. März 1948      | 30. Mai 1961      |
| Washington Ríos              |                | 27. Februar 1964  |                   |
| Gilberto Pratt de María      |                | 6. Oktober 1964   | 31. Dezember 1967 |
| Bradamante Toyos             |                | 12. Februar 1970  | 21. Januar 1971   |
| César Borba                  |                | 1. Februar 1972   | 20. Februar 1973  |
| Carlos González Demare       |                | 20. Februar 1973  |                   |
| Juan Pedro Amestoy           |                | 29. Januar 1974   |                   |
| Víctor González Ibargoyen    |                | 19. Juli 1977     | 25. April 1983    |
| Domingo Schipani             |                | 30. März 1983     |                   |
| Elbio Quintana Solari        |                | 17. Mai 1983      |                   |
| Lylian Camps                 |                | 11. Oktober 1984  | 25. Juni 1985     |
| Alberto Rodríguez Nin        |                | 2. Juli 1985      | 1. März 1986      |
| Hamlet Goncalvez             |                | 1. April 1986     |                   |
| Jorge Talice                 |                | 5. August 1986    | 9. August 1989    |
| Miguel Angel Semino          |                | 5. Dezember 1989  |                   |
| Tabaré Bocalandro            |                | 6. Juli 1995      | 17. Juni 1997     |
| Diego Zorrilla de San Martín |                | 17. Juni 1997     |                   |
| Juan Bautista Oddone         |                | 20. August 2002   |                   |
| Juan José Arteaga            |                | 19. November 2007 | 21. Juli 2013     |

Quelle: 